# یورش (فیلم ۱۳۷۶)
یورش فیلمی به کارگردانی محسن محسنی‌نسب و نویسندگی محسنی‌نسب و سید جمال حیدری محصول سال ۱۳۷۶ است.

## خلاصه داستان
در پی موشک باران تهران، یک گروه ده نفری از بسیجیان به فرمانده محمود کاوه برای انهدام سکوهای موشکی با چتر نجات در عمق خاک عراق فرود می‌آیند و به محض ورود، در محاصره نیروهای عراقی قرار می‌گیرند و همه شان، جز مرتضی و محمود که اسیر می‌شوند، کشته می‌شوند. فرمانده عراقی‌ها به یاد می‌آورد که محمود پیش از انقلاب، قهرمان تیراندازی مسابقات پیمان سنتو بوده و پس از شکنجه دادن آنها، دستور انتقال شان به اردوگاه اسیران را صادر می‌کند. بین راه مرتضی و محمود نگهبانان خود در کامیون ارتشی را خلع سلاح می‌کنند، اما مرتضی پشت فرمان اتومبیل تیر خورده و کشته می‌شود. محمود به تنهایی خود را به محل سکوی پرتاب موشک‌ها می‌رساند و آنجا را با سلاح‌هایی که از پایگاه عراقی‌ها ربوده منهدم می‌کند. فرمانده نیروهای عراقی محمود را می‌یابد و او را تعقیب می‌کند؛ اما در یک نبرد تن به تن، محمود او را نیز از پای درمی‌آورد و راهی وطن می‌شود.

## بازیگران
- جمشید هاشم‌پور
- جمشید جهان‌زاده
- علی توکل‌نیا
- حسین شهاب
- پرویز بزرگی
- محمد ناظری
- محمود مقامی
- احمد جوهری
- سام مشایخی
- حسن خانی
- مجید شهبازی
- علیرضا شهبازی
- احمد محمدی نیا
- علیرضا فتحی
- رضا بیات احمدی
- اکبر آبدیده
- محمد افشار
- مختار سائقی